# Ivan Leko
Ivan Leko (ur. 7 lutego 1978 w Splicie) – piłkarz chorwacki grający na pozycji defensywnego pomocnika.

## Kariera klubowa
Leko zaczynał piłkarską karierę w rodzinnym mieście Splicie. Już jako dziecko trafił do szkółki Hajduka Split i w tym też klubie zadebiutował w pierwszej lidze. W barwach tego klubu grał aż do lata 2001, kiedy to w końcu zdecydował się wyjechać zagranicę. Jako 23-letni zawodnik trafił do hiszpańskiego Málaga CF. Jednak z roku na rok klub ten walczył o utrzymanie i Leko nie osiągał wówczas większych sukcesów na niwie klubowej. W 2005 roku powrócił na krótko do Hajduka by zaraz latem podpisać kontrakt z belgijskim Club Brugge. W klubie z Brugii miał pewne miejsce w podstawowym składzie i jak na defensywnego pomocnika był dość bramkostrzelnym zawodnikiem. 15 stycznia 2009 roku piłkarz odszedł do Germinalu Beerschot. W 2010 roku został piłkarzem KSC Lokeren.
Do sukcesów Leko w piłce klubowej należą: Mistrzostwo Chorwacji w 2001 roku oraz zdobycie Pucharu Chorwacji w 2000 roku z Hajdukiem, a także występy w europejskich pucharach (Puchar UEFA z Hajdukiem oraz Málagą, a także Liga Mistrzów z Brugge).
| Sezon   | Klub               | Kraj      | Rozgrywki        | Mecze | Bramki |
| ------- | ------------------ | --------- | ---------------- | ----- | ------ |
| 1995/96 | Hajduk Split       | Chorwacja | Prva HNL         | 3     | 0      |
| 1995/96 | HNK Trogir         | Chorwacja | Treća HNL        | 7     | 3      |
| 1996/97 | Hajduk Split       | Chorwacja | Prva HNL         | 26    | 2      |
| 1997/98 | Hajduk Split       | Chorwacja | Prva HNL         | 21    | 1      |
| 1998/99 | Hajduk Split       | Chorwacja | Prva HNL         | 22    | 4      |
| 1999/00 | Hajduk Split       | Chorwacja | Prva HNL         | 28    | 10     |
| 2000/01 | Hajduk Split       | Chorwacja | Prva HNL         | 30    | 13     |
| 2001/02 | Málaga CF          | Hiszpania | Primera División | 17    | 2      |
| 2002/03 | Málaga CF          | Hiszpania | Primera División | 21    | 0      |
| 2003/04 | Málaga CF          | Hiszpania | Primera División | 22    | 2      |
| 2004/05 | Málaga CF          | Hiszpania | Primera División | 17    | 0      |
| 2004/05 | Hajduk Split       | Chorwacja | Prva HNL         | 14    | 3      |
| 2005/06 | Club Brugge        | Belgia    | Eerste Klasse    | 30    | 5      |
| 2006/07 | Club Brugge        | Belgia    | Eerste Klasse    | 22    | 6      |
| 2007/08 | Club Brugge        | Belgia    | Eerste Klasse    | 32    | 6      |
| 2008/09 | Club Brugge        | Belgia    | Eerste Klasse    | 15    | 4      |
| 2008/09 | Germinal Beerschot | Belgia    | Eerste Klasse    | 16    | 4      |
| 2009/10 | Germinal Beerschot | Belgia    | Eerste Klasse    | 14    | 0      |
| 2009/10 | KSC Lokeren        | Belgia    | Eerste Klasse    | 12    | 2      |
| 2010/11 | KSC Lokeren        | Belgia    | Eerste Klasse    | 40    | 6      |
| 2011/12 | KSC Lokeren        | Belgia    | Eerste Klasse    | 31    | 1      |
| 2012/13 | KSC Lokeren        | Belgia    | Eerste Klasse    | 31    | 3      |
| 2013/14 | KSC Lokeren        | Belgia    | Eerste Klasse    | 8     | 0      |

## Kariera reprezentacyjna
W reprezentacji Chorwacji Leko zadebiutował 13 czerwca 1999 roku w zremisowanym 2:2 meczu z reprezentacją Egiptu. Został powołany przez selekcjonera kadry narodowej, Zlatko Kranjčara na finały Mistrzostw Świata w Niemczech. Na Mistrzostwach nie zagrał jednak ani minuty i w reprezentacji był tylko rezerwowym.